# Valea Mare (Gurahonț), Arad
Valea Mare este un sat în comuna Gurahonț din județul Arad, Crișana, România.

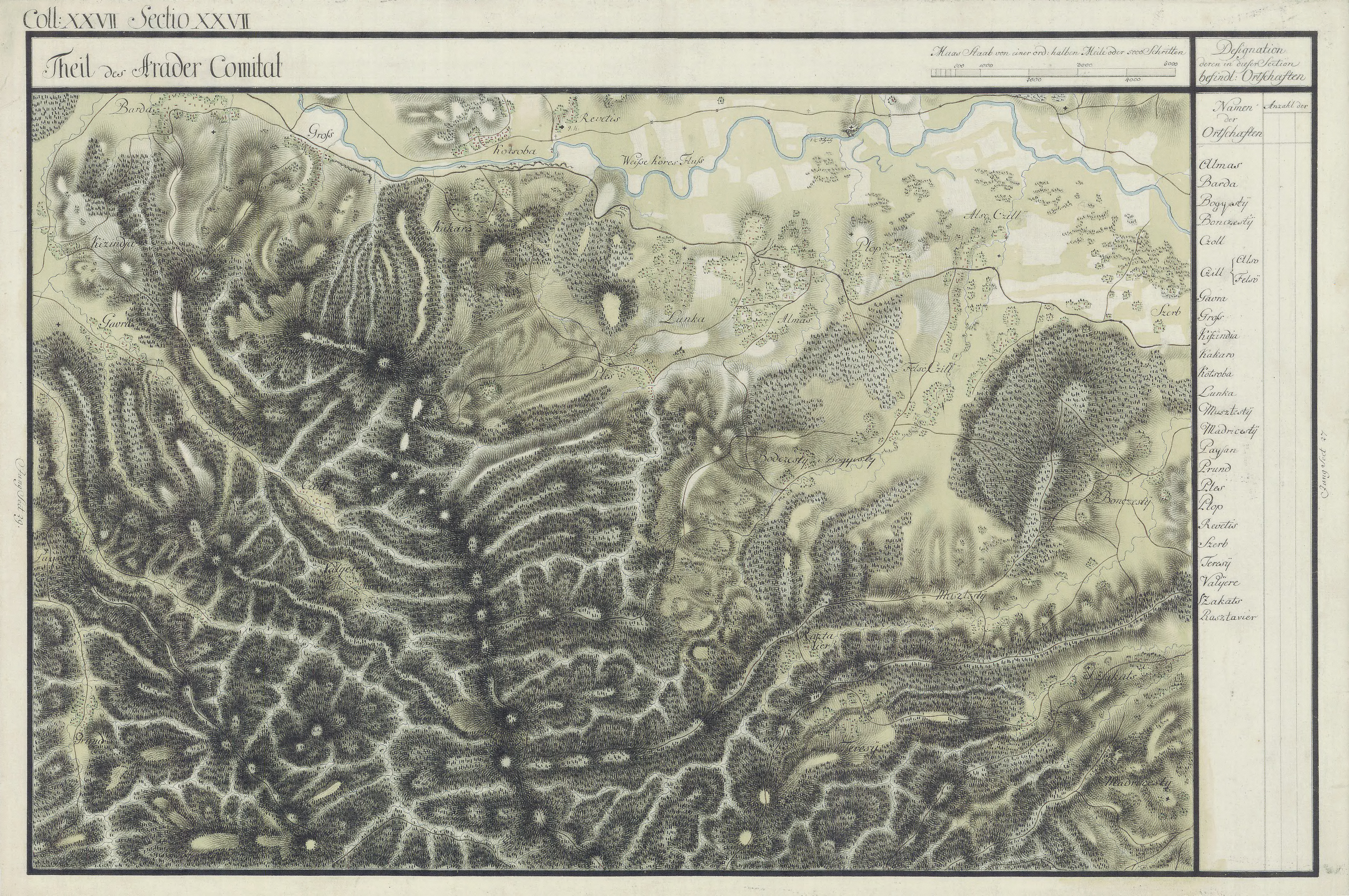
Valea Mare în Harta Iosefină a Comitatului Arad, 1782-85

## Vezi și
- Biserica de lemn din Valea Mare, Arad

## Galerie de imagini

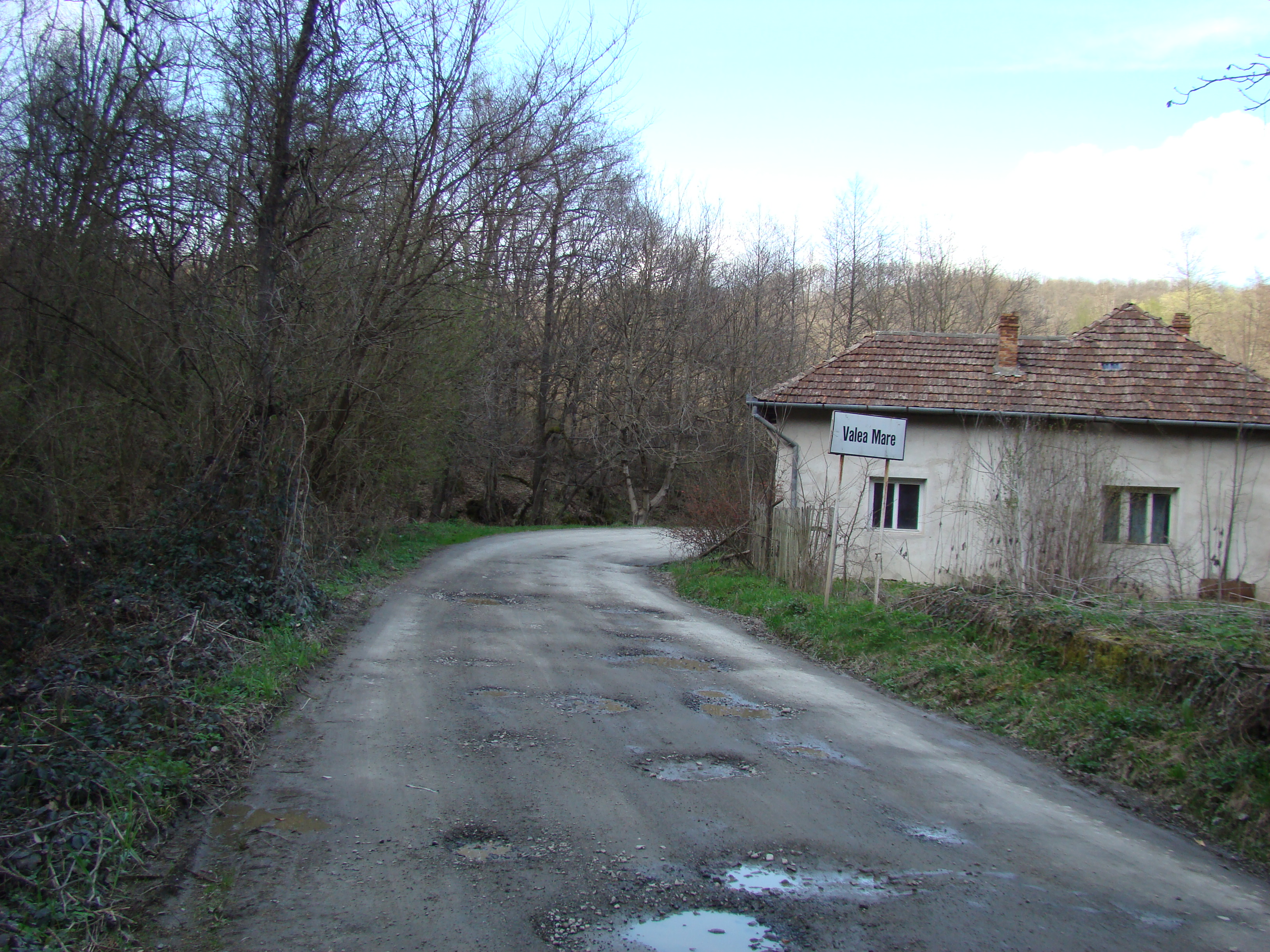
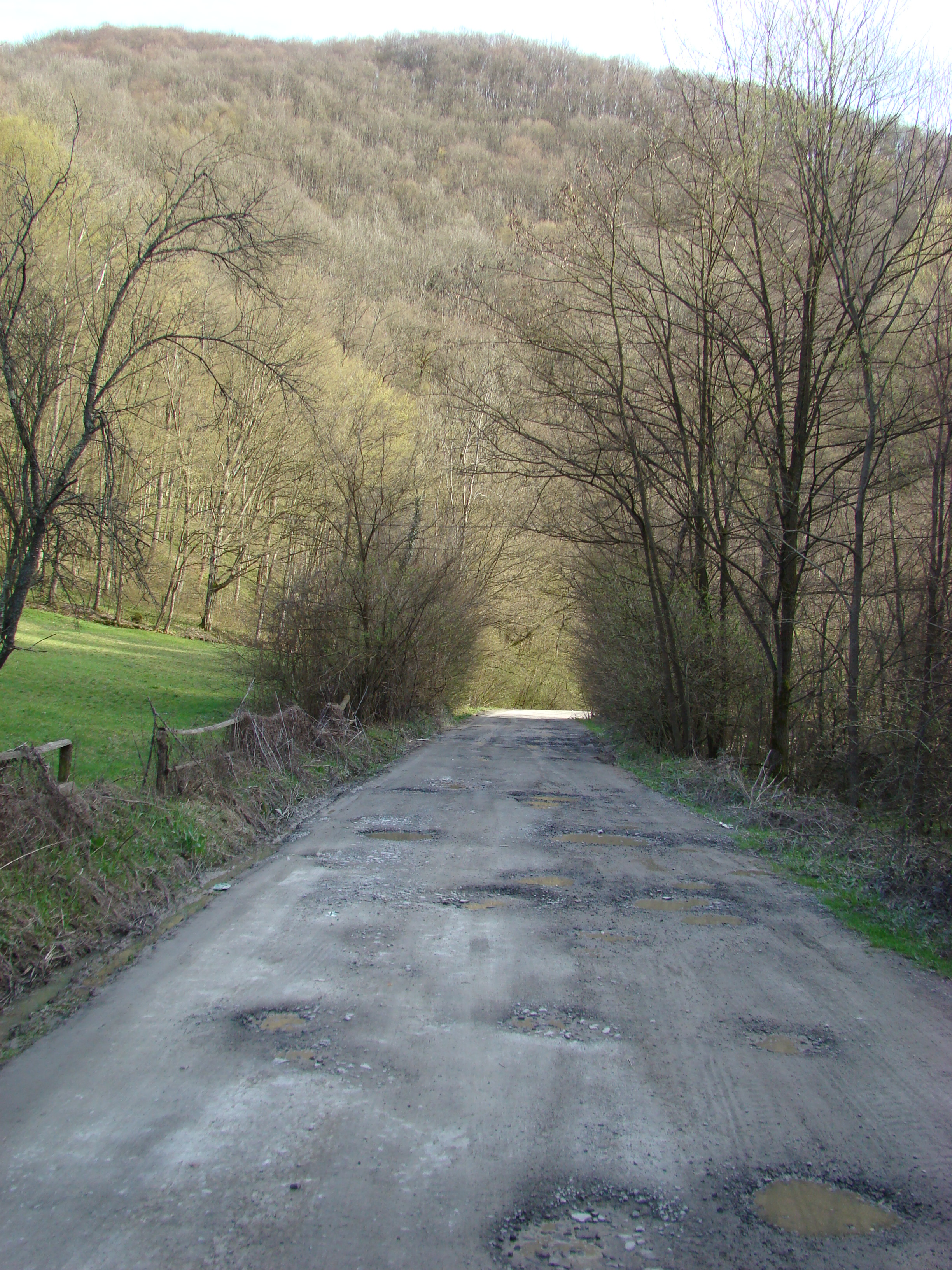
Drumul Valea Mare-Gurahonț, execrabil, creează mari probleme locuitorilor care merg la Gurahonț la servici, pentru aprovizionare sau își duc copiii la școală
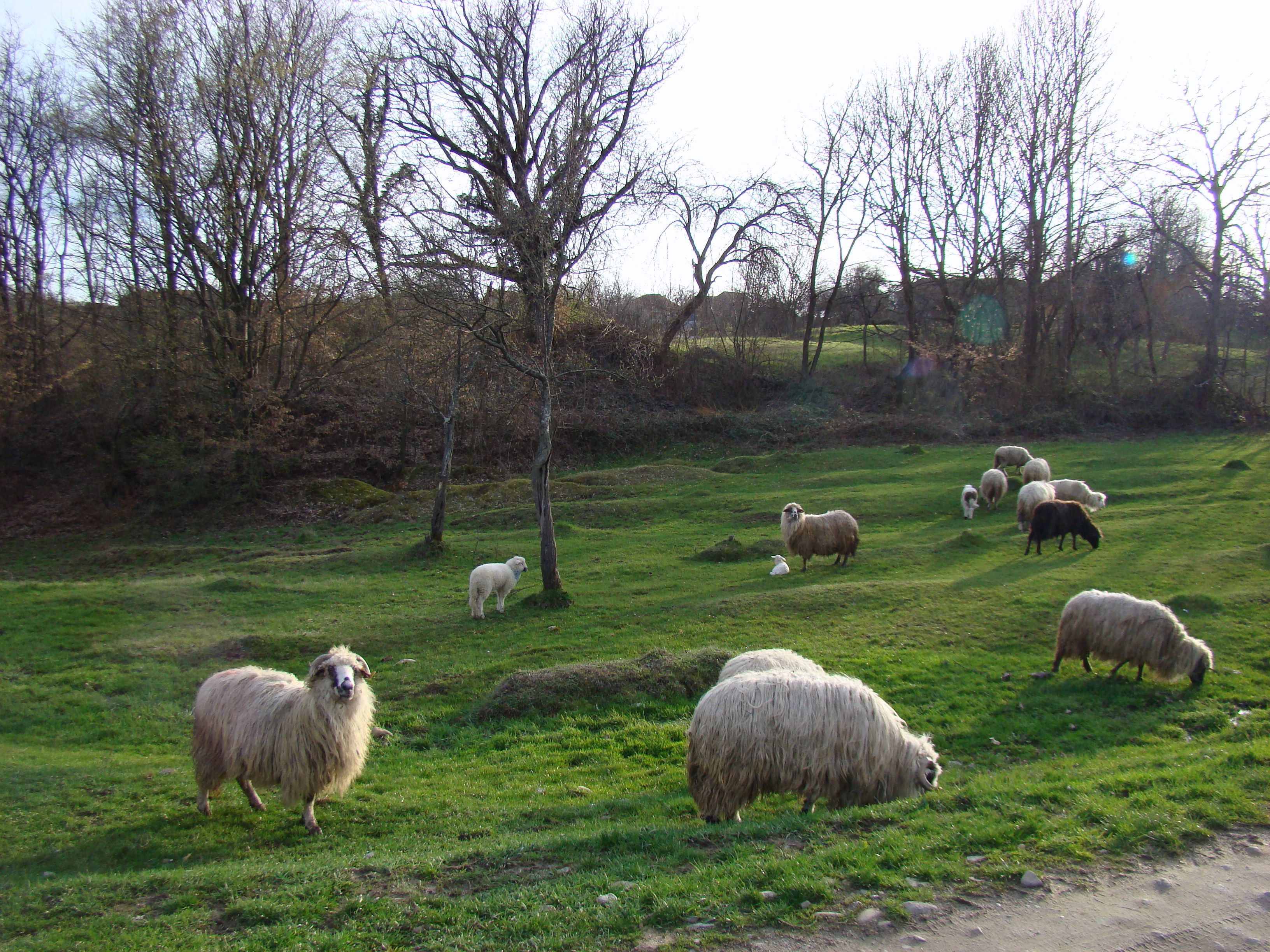
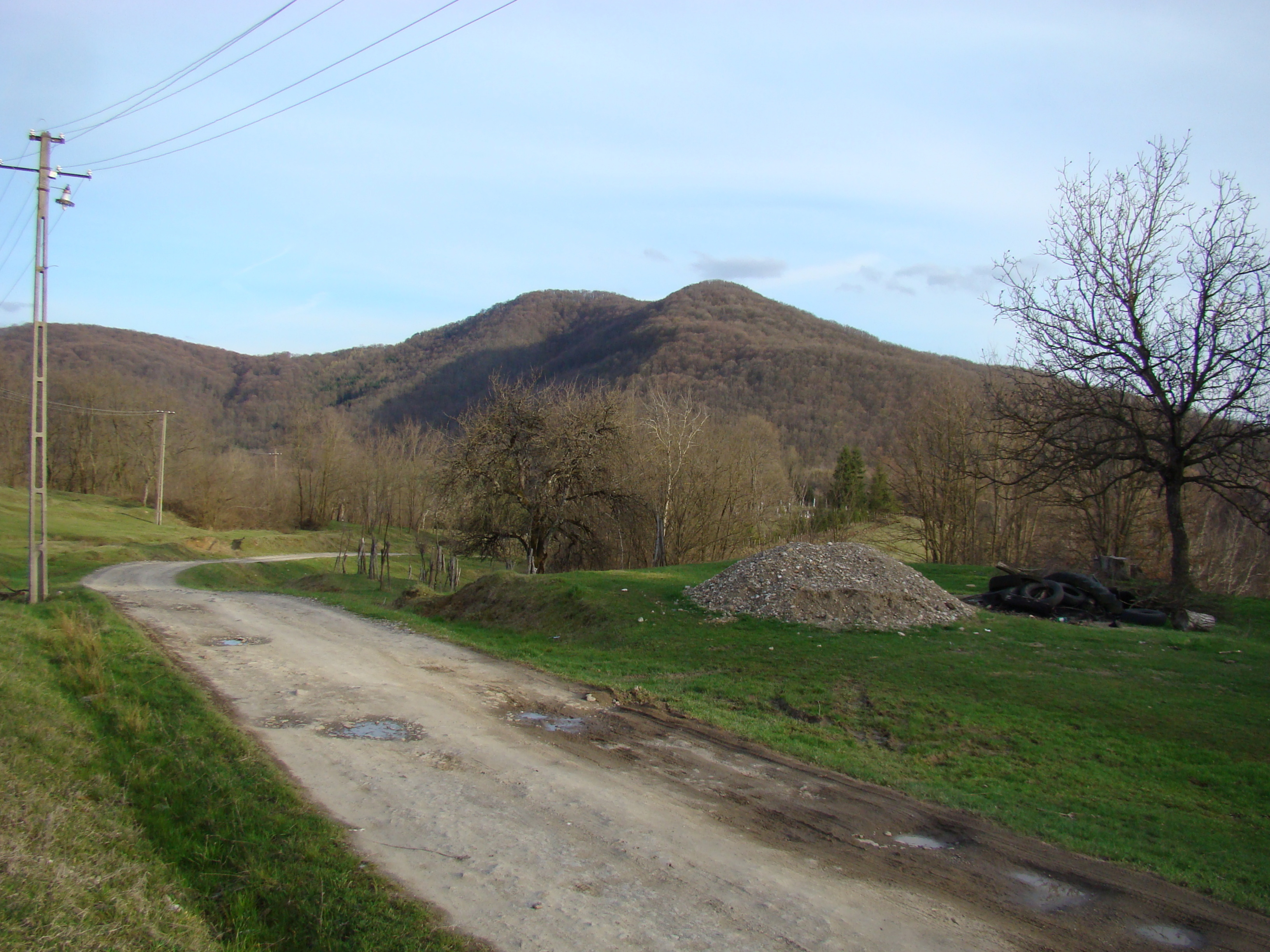
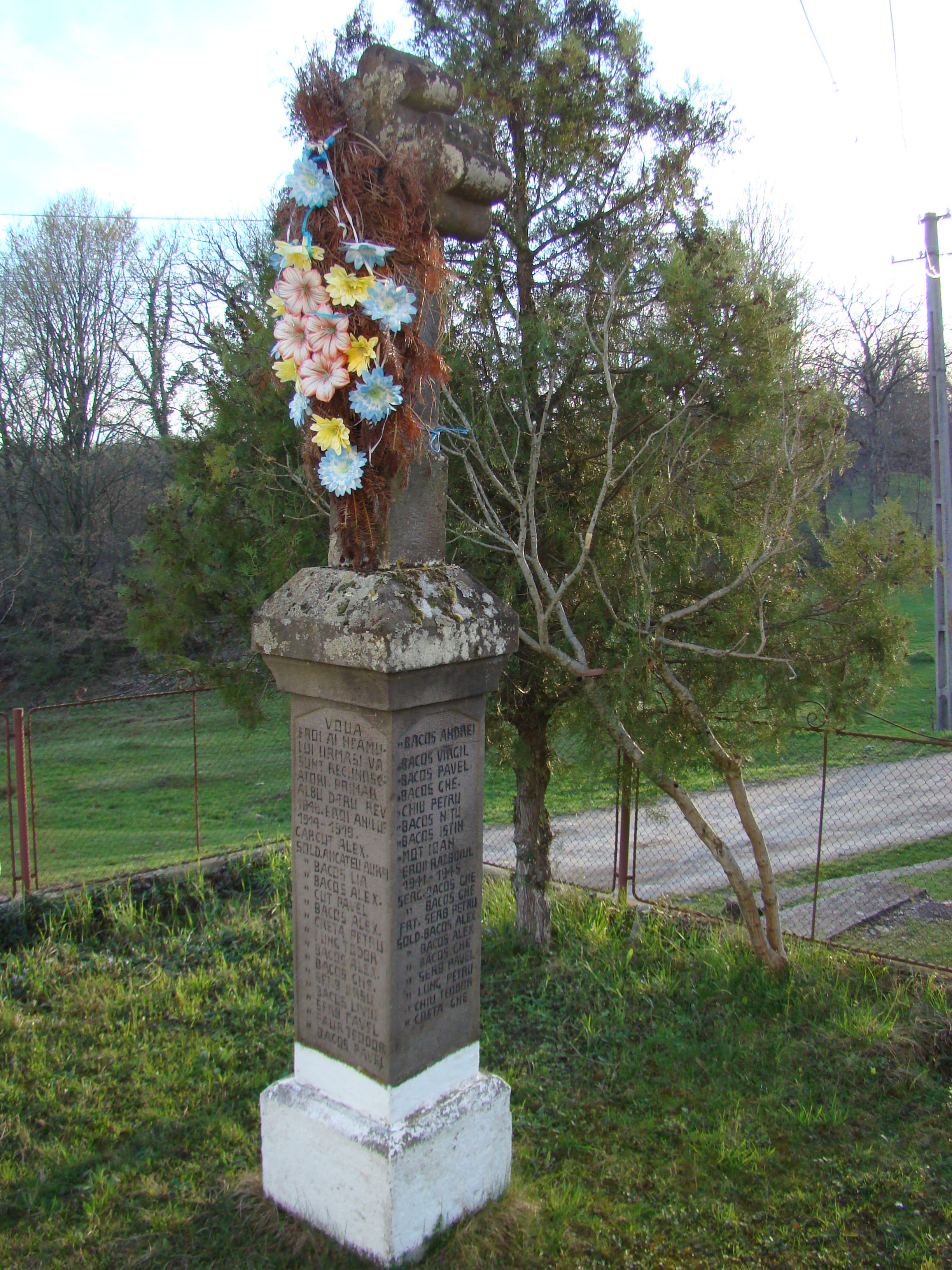
Monumentul Eroilor
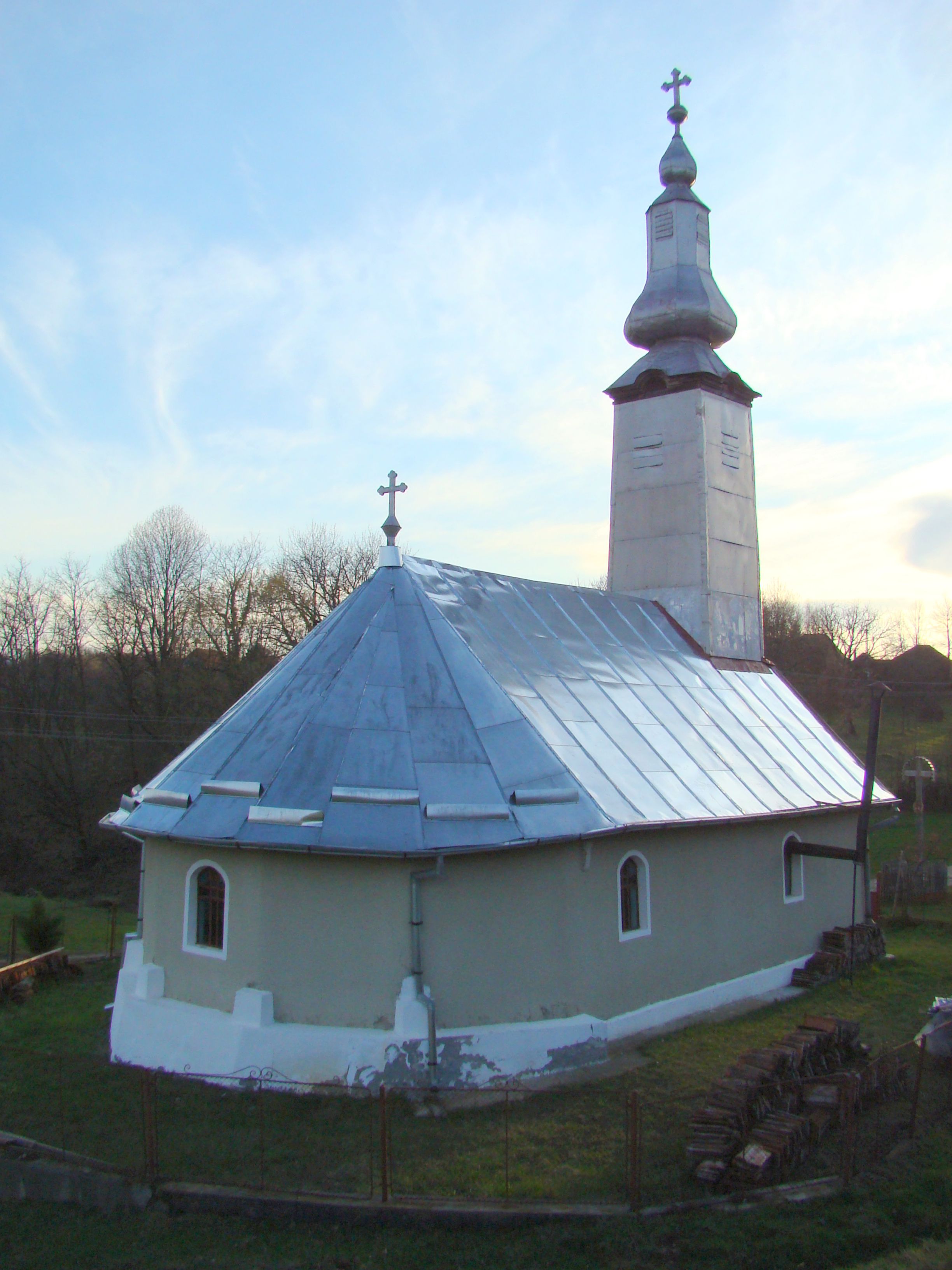
Biserica de lemn „Sfinții Împărați Constantin și Elena” (secolul XVIII, adusă din Bonțești în 1893)
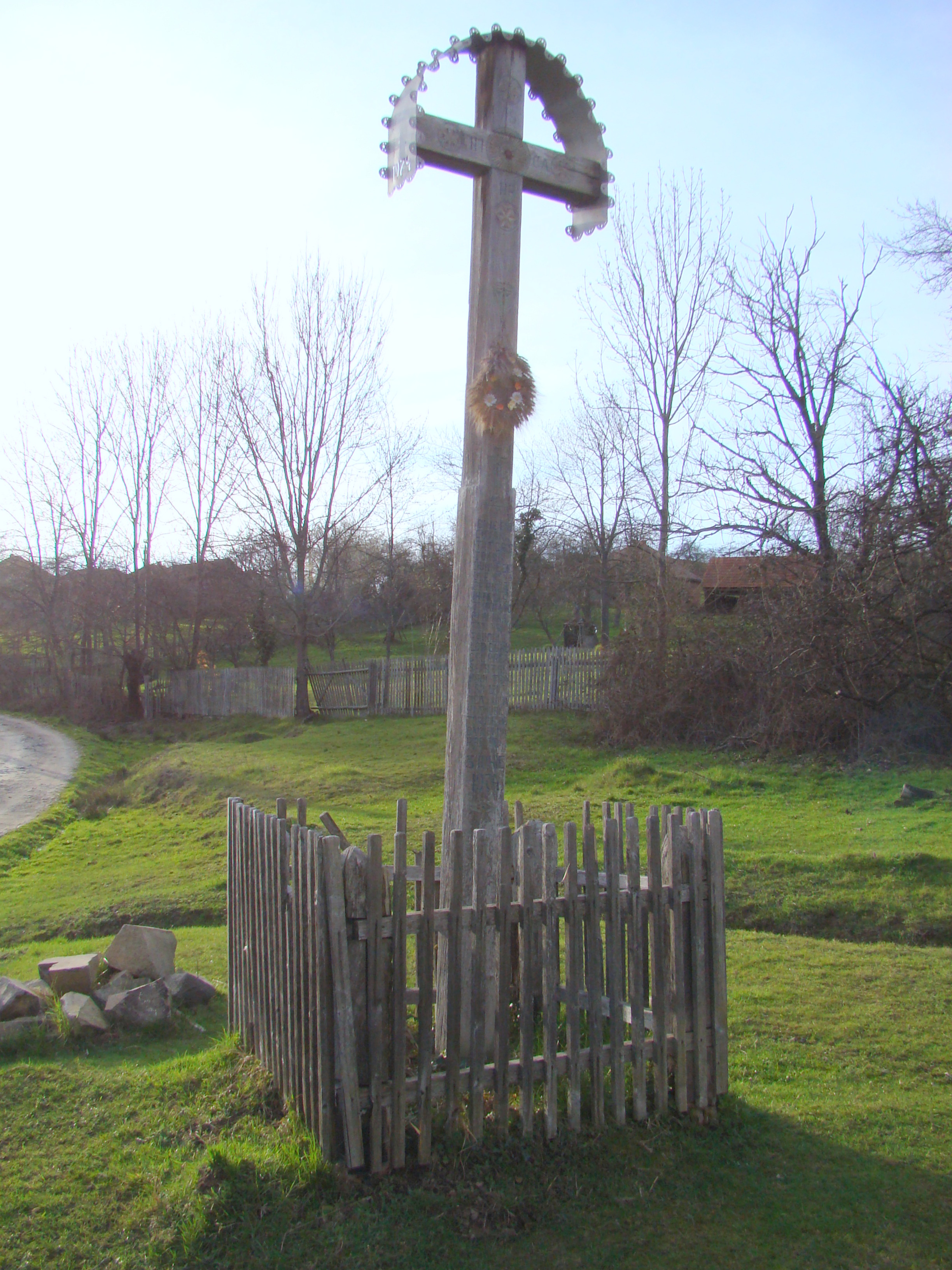
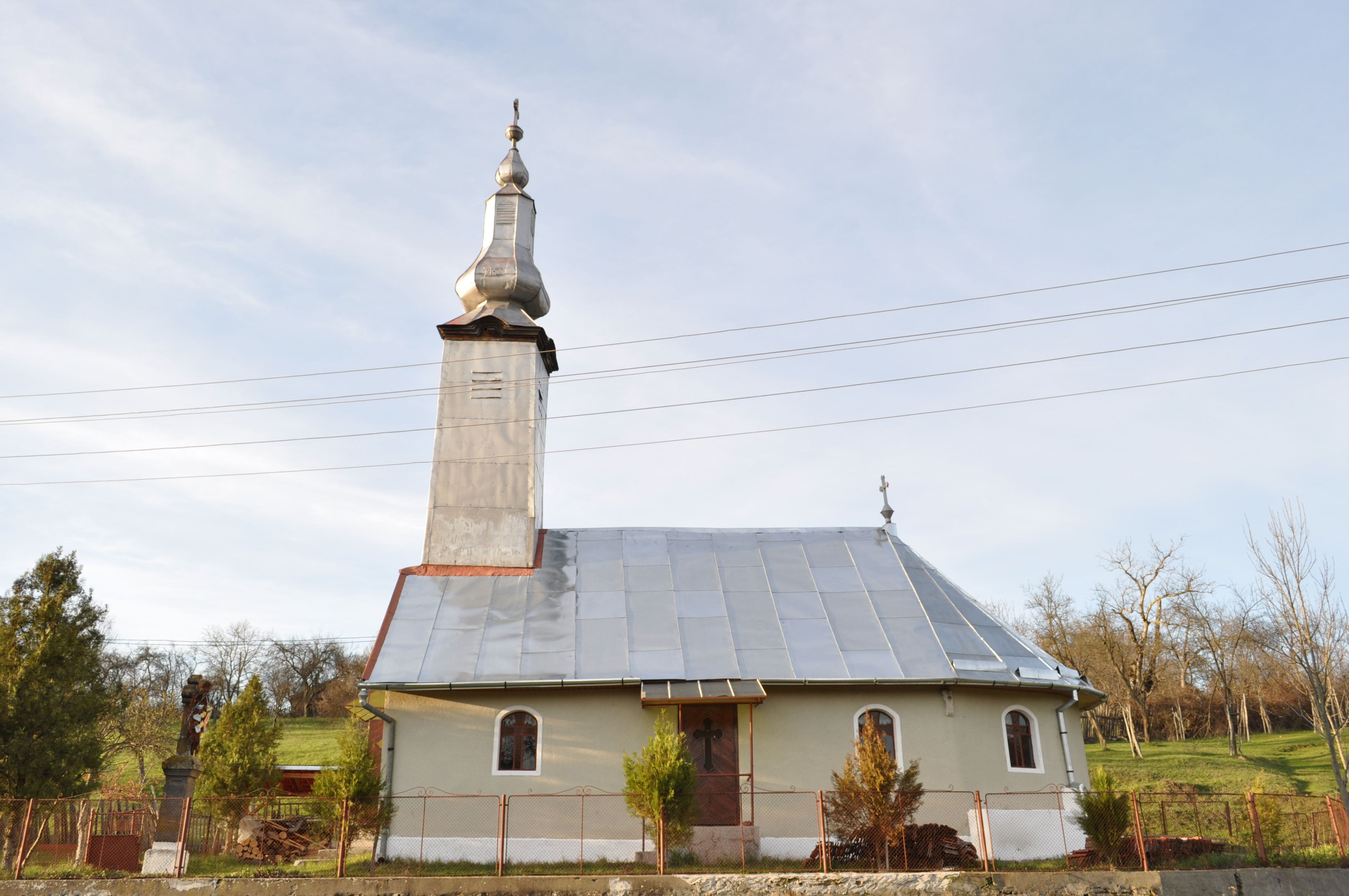
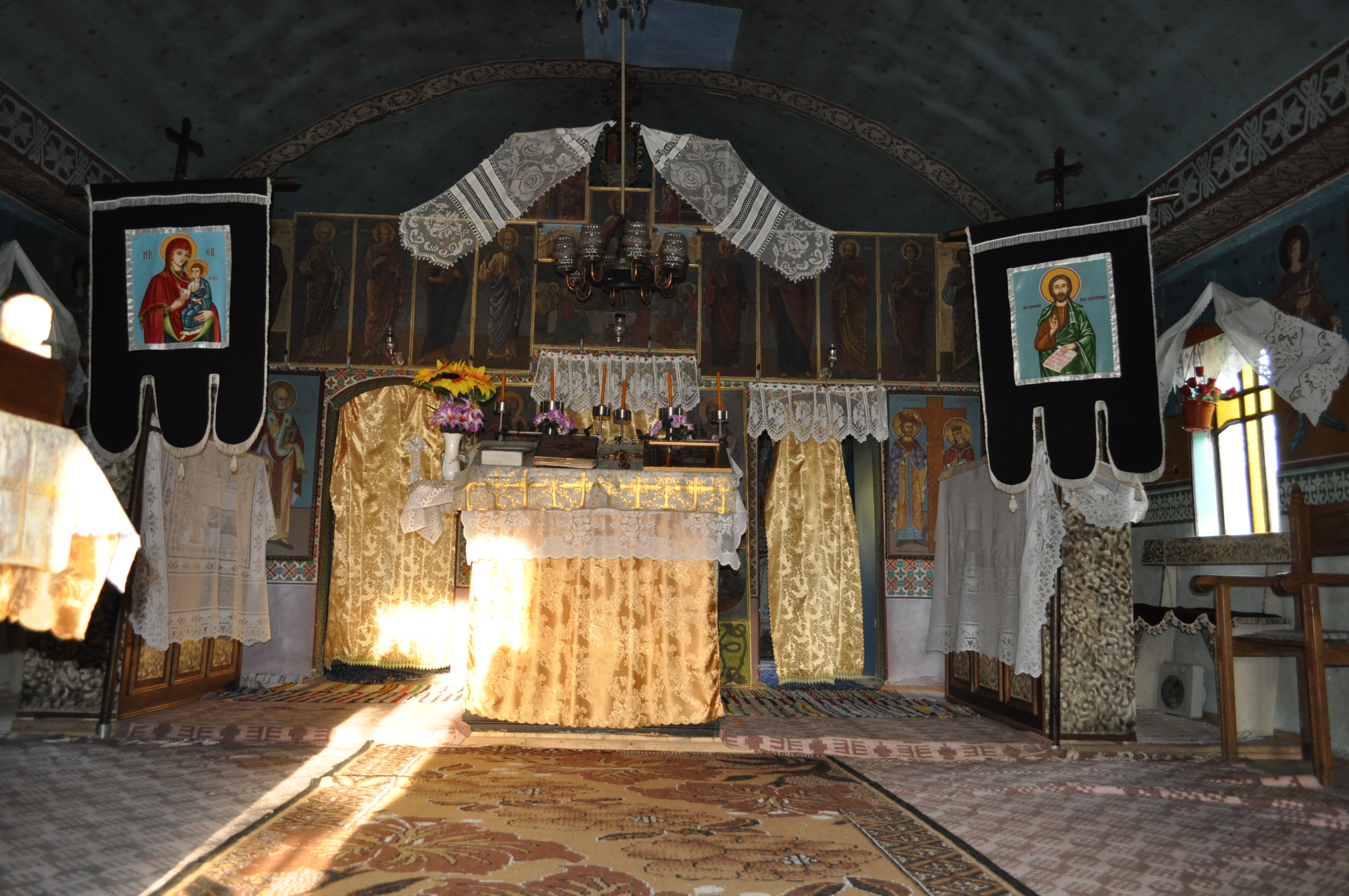
Biserica de lemn „Sfinții Împărați Constantin și Elena” (interior)
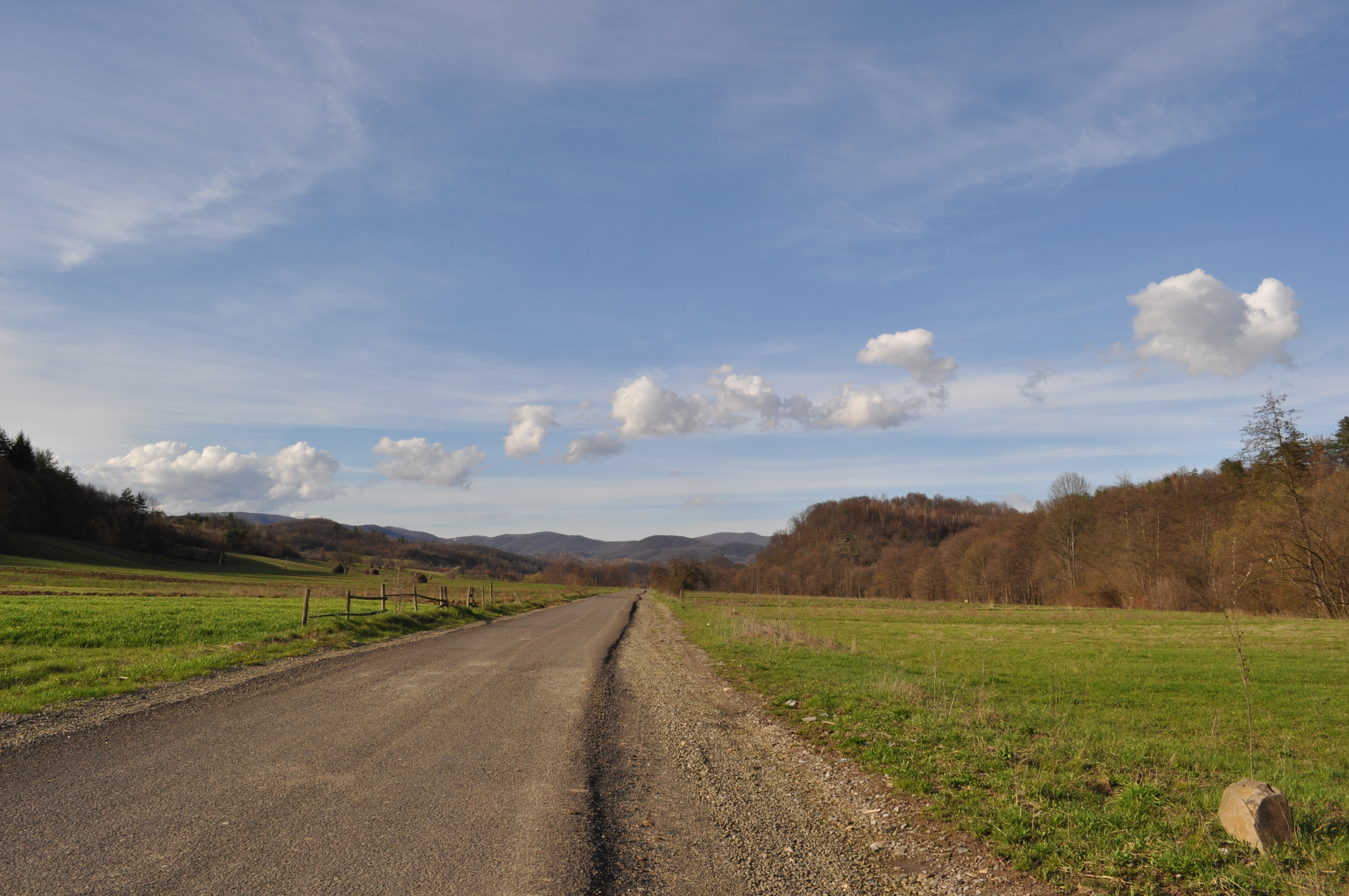
Drumul Valea Mare-Zimbru